# Balkan-Ägypter
Balkan-Ägypter bilden eine mehrheitlich albanischsprachige Teilminderheit der südosteuropäischen Roma. Nebst dem Hauptsiedlungsgebiet Kosovo finden sich kleinere Gruppen auch in anderen Gebieten des Balkans, so zum Beispiel in Albanien und den bulgarischen Rhodopen.

## Herkunft und Name
Die Gesamtminderheit der Roma im Kosovo verteilt sich – geht man vom Selbstverständnis eines in Größe und Bedeutung unbestimmten Teils ihrer Angehörigen aus – auf drei Kategorien: Roma, Aschkali und „Ägypter“ (albanisch Egjiptian, Evgjitë oder kurz Jevg, serbokroatisch Египћани Egipćani oder Ђупци Đupci, mazedonisch Египќани oder Ѓупци, bulgarisch Агупти). In der Sprache der internationalen Organisationen werden sie unter dem Kürzel „RAE“ zusammengefasst und der europäischen Gesamtminderheit zugeordnet. Mit dem Anwachsen nationalistischer Tendenzen im vormaligen Jugoslawien nahm generell das Abgrenzungsbedürfnis nach ethnischen Kriterien zu. Da Roma allgemeiner Ausgrenzung durch die jeweilige Mehrheitsbevölkerung unterlagen und gerade im Kosovo mit einem starken völkischen Nationalismus und mit aggressiver Verfolgung und Vertreibung konfrontiert waren, wuchsen auch innerhalb der RAE-Community Abgrenzungsbereitschaft und Selbstprofilierungsbedürfnisse als Nicht-Roma.
Als Unterscheidungsmerkmal zu anderen Gruppen verwenden die Vertreter einer „ägyptischen“ Eigenständigkeit verschiedene fiktive Herkunftsmythen, nach denen sie Nachfahren von Ägyptern seien beziehungsweise im Zuge einer Migration zur Zeit Alexanders des Großen vom Nil auf den Balkan gekommen seien. Der ägyptische Herkunftsmythos war aber seit dem Ende des Mittelalters ein Teil der Selbstdefinition der Roma-Minderheit. Erst die wissenschaftliche Untersuchung des Romanes im ausgehenden 18. Jahrhundert bewies die tatsächliche Herkunft der Roma vom indischen Subkontinent, eine Erkenntnis, die inzwischen auch von der Minderheit selbst übernommen wurde. Mit dem Begriff „Ägypter“ verwenden die Sprecher eine alte gemeineuropäische Bezeichnung für Roma, wie sie in gypsies, gitans und gitanos noch lebt und auch auf dem Balkan erhalten geblieben ist, und kehren zum Ägypten-Mythos zurück. Seriöse historiografische Belege für diese Herkunft gab es nie und gibt es nicht.
1990 gründete sich in Ohrid (Mazedonien) ein Verein der „Ägypter“. Später im gleichen Jahr wurde eine Vereinigung der Kosovo-Ägypter in Priština gegründet. Von Vertretern der Roma-Community wurden diese Gründungen als „Spaltungen“ – so zum Beispiel der bekannte Schriftsteller Ali Krasniqi – und „Erfindung“ einer Ethnie betrachtet. Andere begründeten den Übergang von der Zuschreibung „Roma“ auf die Zuschreibung „Ägypter“ mit verbesserten Zugangsmöglichkeiten zu “jobs for my family” und “more rights”.

## Verbreitung
Die meisten Balkan-Ägypter leben im Kosovo, daneben existieren kleinere Gruppen in Serbien, Nordmazedonien, Montenegro, Bulgarien, Griechenland und Albanien.
Die jugoslawische Volkszählung von 1991 gestattete erstmals Ägypter als ethnische Selbstbezeichnung, nachdem dies 1990 in einer Petition von Bürgern aus Mazedonien und dem Kosovo an die Bundesversammlung der SFR Jugoslawien und an die Parlamente der Teilrepubliken Mazedonien und Serbien gefordert worden war.
6.355 Personen hatten sich 1991 in Serbien als „Ägypter“ (Egipćani) deklariert, davon 5.881 im Kosovo, 3.307 Personen in Mazedonien und 35 in Montenegro. Einer internen, unüberprüfbaren Angabe der „Vereinigung der Ägypter“ zufolge sollen sich demgegenüber ca. 87.000 Menschen im Kosovo der Gruppe zuordnen.
In Mazedonien ordneten sich bei der Volkszählung 2002 3.713 Personen der Gruppe der „Ägypter“ zu.
Bei der Volkszählung von 2002 in Serbien (ohne das Kosovo) deklarierten sich 814 Personen als „Ägypter“, die Mehrzahl davon in Belgrad (597) und in Novi Sad (102). In Zentralserbien und in Montenegro leben auch einige aus dem Kosovo geflohene Familien.
Wie andere Angehörige der Roma-Minderheit flohen auch „Ägypter“ während und nach dem Kosovokrieg 1999 aus dem Kosovo oder wurden von dort vertrieben, da sie entgegen der Selbstkonstituierung als separate ethnische Minderheit weiterhin als Roma gesehen und abgelehnt wurden. Die Verfassung des Kosovo von 2008 zählt die Bevölkerungsgruppe als explizite Minderheit auf, der ein Sitz im Parlament reserviert ist.
In Albanien erklärten sich bei der Volkszählung von 2023 12.375 Personen als „Ägypter“ (knapp 0,5 % der Bevölkerung). Bei der Volkszählung 2011 waren es nur 3.368 Personen gewesen.
Bei der ebenfalls 2011 durchgeführten Volkszählung im Kosovo deklarierten sich 11.524 Personen als „Ägypter“, was einem Anteil von 0,66 % der erfassten Bevölkerung entspricht. Demgegenüber stehen 15.436 Aschkali sowie 8824 Roma. Die Ägypter leben fast ausschließlich im Westen des Landes, so in den Gemeinden Gjakova (5.117 Personen bzw. 5,41 %), Istog (1.544 bzw. 3,93 %), Peja (2700 bzw. 2,80 %) und Klina (934 bzw. 2,43 %). In den restlichen Gemeinden Kosovos gibt es nur sehr vereinzelt oder auch gar keine Personen, die sich als Ägypter bezeichnen.

## Belege
1. 1 2  Kosovo Roma. In: Chachipe. Abgerufen am 2. Februar 2015 (englisch).
2. ↑  The situation of Roma in the Western Balkans: summary of the 2011 Progress Reports. (PDF; 70 kB) In: Europäisches Parlament. Abgerufen am 2. Februar 2015 (englisch).
3. ↑  Minority and Roma. In: Kosovo Foundation for Open Society. Archiviert vom Original am 9. Oktober 2013; abgerufen am 2. Februar 2015 (englisch).
4. ↑  Hinweis auf mittelalterliche Behörde in Ragusa, die von Roma als von „Ägyptern“ sprach, was heute als Nachweis aufgegriffen wird, der Mythos gebe Realgeschichte wieder – vgl. Kosovo Roma. In: Chachipe. Abgerufen am 2. Februar 2015 (englisch).
5. ↑  Martin Kistner: Sie wollen nur in Frieden leben. In: Verein Der Ägypter Aus Kosovo Radolfzell-Konstanz. Albstadt-Bote, 30. Januar 2000, abgerufen am 2. Februar 2015.
6. ↑  Im Kontext der Themen Kosovo-Ägypter und Aschkali vgl. Elena Marushiakov, Vesselin Popov: New Ethnic Identities in the Balkans: The Case of the Egyptians. In: Philosophy and Sociology. Band 2, Nr. 8, 2001, S. 465–477 (englisch, ni.ac.rs [PDF; 199 kB; abgerufen am 2. Februar 2015]).
7. ↑  Die Balkan-Ägypter – Essay zur Makedonien-Exkursion (2013) des Lehrstuhls für Geschichte Südost- und Osteuropas der Universität Regensburg
8. 1 2  Orhan Galjus: Roma of Kosovo: the Forgotten Victims. In: Patrin. 7. April 1999, abgerufen am 2. Februar 2015 (englisch).
9. 1 2  Ger Duijzings: Religion and the politics of identity in Kosovo. Hurst, London 2000, S. 139–140 (englisch).
10. 1 2 3  Saša Nedeljković: Čast, krv i suze (Ogledi iz antropologije etniciteta i nacionalizma). Zuhra, Belgrad 2007, S. 180 (bosnisch).
11. 1 2  Non-Discrimination Review under the Stability Pact for South-Eastern Europe – Kosovo – Premilinary Assessment Report. (PDF; 253 kB) Council of Europa, Directorate General of Human Rights, Secretariat of the Framework Convention for the Protection of National Minorities, April 2003, S. 14, archiviert vom Original am 21. November 2008; abgerufen am 27. September 2019 (englisch, Originalwebseite nicht mehr verfügbar).
12. ↑  OSCE Mission to Serbia: Ethnic Minorities in Serbia. An Overview. (PDF) Februar 2008, S. 13–14, abgerufen am 2. Februar 2015 (englisch).
13. ↑  Verfassung (PDF) (Memento vom 11. Oktober 2017 im Internet Archive), Artikel 64
14. ↑  Elsa Dhuli: Censi i popullsisë dhe banesave në Shqipëri 2023 / Population and Housing Census – Rezultatet Kryesore/Main Results. Hrsg.: INSTAT. Tirana 2024, S. 75 (instat.gov.al [PDF; abgerufen am 26. Januar 2025]).
15. ↑  Instat (Hrsg.): Population and Housing Census in Albania 2011: Main Results (Part 1). Tirana Dezember 2012 (englisch, web.archive.org (Memento vom 25. April 2013 im Internet Archive) [PDF; 6,2 MB; abgerufen am 2. Februar 2015]).
16. ↑  Ethnic composition of Kosovo 2011. In: pop-stat.mashke.org. Abgerufen am 16. Januar 2018.